# Preistoria dell'Australia

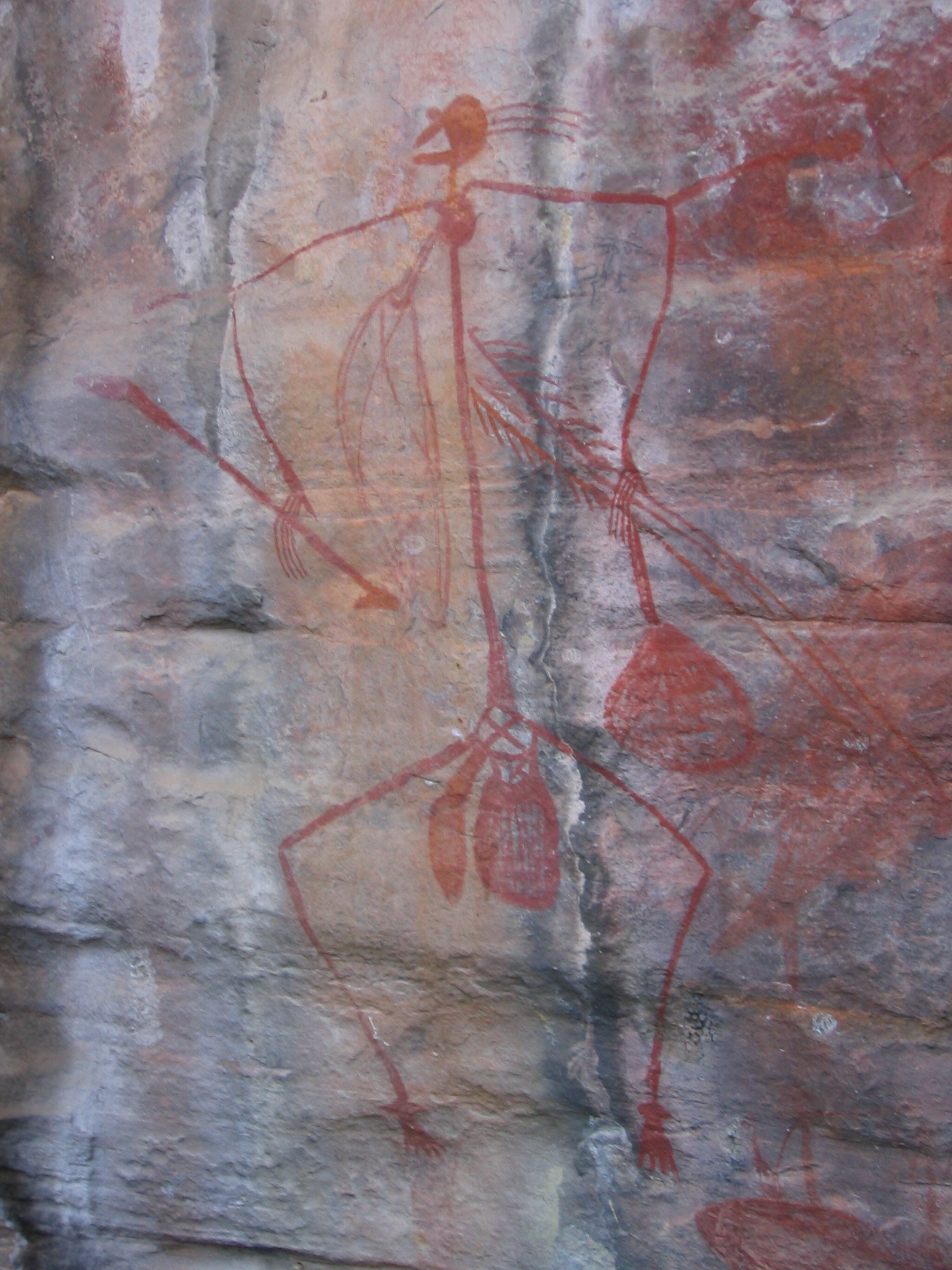
Pittura rupestre aborigena, parco nazionale Kakadu.

La preistoria dell'Australia è il periodo che intercorre tra l'arrivo dei primi esseri umani sull'isola e il 1788, quando l'avvio della sua colonizzazione portò alla produzione di consistente documentazione scritta. Sono state formulate diverse ipotesi in merito alla datazione dell'inizio di questo periodo, la maggior parte delle quali indica che abbia preso il via tra i 65 000 e i 50 000 anni fa.
Quest'epoca è considerata preistorica stante l'assenza di documenti scritti al riguardo dell'attività umana; in mancanza dello sviluppo della lavorazione dei metalli, l'intero periodo rientra nella fase evolutiva definita età della pietra. Si considera che in Australia – a differenza ad esempio che in Nuova Guinea – non vi sia stato un periodo neolitico e, sebbene via siano tracce di insediamenti permanenti e di pratiche quali l'agricoltura, l'itticoltura ed il fuoco prescritto, il sistema di alimentazione tipico dei cacciatori-raccoglitori sia perdurato fino all'arrivo degli Europei.

## Popolamento
Le stime sulla prima presenza di esseri umani in Australia indicano diversi periodi storici: la maggior parte di esse è riferita ad un periodo compreso tra 65 000 e 50 000 anni fa.

### Rotte migratorie

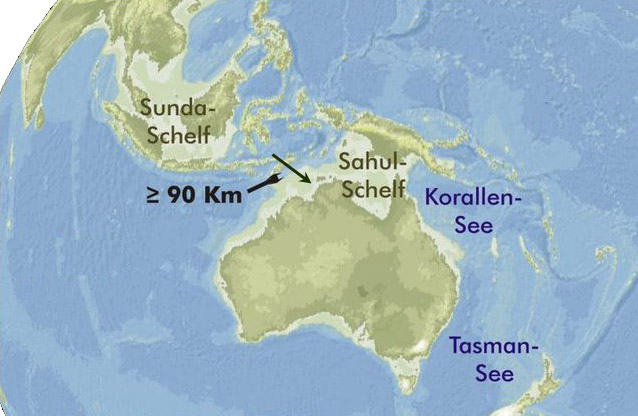
Le terre emerse durante l'ultima glaciazione ed una delle possibili rotte migratorie.

Il tema della rotta intrapresa dai primi esseri umani giunti in Australia – considerati gli antenati degli attuali aborigeni – è ampiamente dibattuto nella comunità archeologica. È ritenuto che la migrazione sia avvenuta nelle fasi finali del Pleistocene, quando ripetute glaciazioni portarono il livello del mare in Australasia a livelli inferiori anche di 100 m a quelli attuali. A quel tempo la Nuova Guinea – attraverso un ponte continentale che riempiva gli attuali mar degli Alfuri, golfo di Carpentaria e stretto di Torres – e la Tasmania erano unite all'Australia, formando la piattaforma di Sahul che si estendeva per diversi kilometri anche nel mar di Timor.
La fascia marittima da attraversare era comunque di notevoli dimensioni e per questo si ritiene che sia stata affrontata con un itinerario che fece approdo in diverse isole, attraverso due possibili rotte: una sfruttante la catena di isole sita tra Sulawesi e la Nuova Guinea, l'altra che raggiungeva l'Australia nord-occidentale da Timor. Il notevole tratto di mare attraversato ascriverebbe i rappresentanti di queste popolazioni al gruppo dei primi marinai al mondo.
Una teoria alternativa alla migrazione volontaria è quella della colonizzazione accidentale in seguito a dei maremoti. Risale al 2013 l'ipotesi che la prima ondata possa essere stata provocata dalla catastrofe di Toba: spostandosi all'incirca 70 000 anni fa, le popolazioni avrebbero potuto attraversare il mar di Timor grazie al basso livello dell'acqua, mentre un transito successivo – attorno a 50 000 anni fa – sarebbe con maggior probabilità passato per le Molucche e la Nuova Guinea. La difficoltà di fornire una datazione esatta è causata anche dal fatto che le possibili regioni di approdo sono sommerse da almeno 50 m di acqua da 15 000 anni.
In merito alla successiva migrazione interna all'Australia, uno studio del 2021 ne ha identificato le probabili rotte basandosi su dati antropologici, archeologici, climatici, ecologici, genetici, geomorfologici e idrologici confrontati con l'arte, la tradizione orale – inclusi i racconti del Tempo del Sogno – e la linguistica aborigene. Nel modello, considerato dai ricercatori dell'Università Monash come base per collaborare con le popolazioni aborigene nel ricostruire la loro storia, gli itinerari migratori sono definiti "strade principali" e ricalcano in larga parte le principali vie di comunicazione del XXI secolo. Dal modello emerge che i primi esseri umani sarebbero giunti nella regione di Kimberley 60 000 anni fa e da lì avrebbero poi impiegato 6 000 anni per popolare tutta l'Australia.

### Datazione
È comunemente accettato che i primi esseri umani siano giunti in Australia non più recentemente di 48 000 anni fa. Tra i siti archeologici oggetto di scavi, il rifugio in roccia Madjedbebe (noto anche come Malakunanja II) ubicato nella Terra di Arnhem è stato datato a circa 65 000 anni fa. Una ricerca sul DNA mitocondriale indica che gli aborigeni raggiunsero successivamente la penisola di Eyre in Australia Meridionale sia da oriente, percorrendo dal nord dell'Australia la costa in senso orario, sia da occidente in senso antiorario, tra i 49 000 e i 45 000 anni fa. Al riguardo dell'area di Sydney, il metodo del carbonio-14 ha suggerito attività umana vecchia di almeno 30 000 anni, con la scoperta presso il sobborgo di Parramatta dell'utilizzo da parte di popolazioni aborigene di carbone vegetale, strumenti in pietra e probabili tracce di fuochi da bivaccco. La possibilità di insediamenti nell'area ancora precedenti deriva dai sedimenti di ghiaia di Cranebrook Terraces – nei pressi di Penrith – dove sono stati reperiti numerosi strumenti di pietra datati tra 50 000 e 45 000 anni fa.
In altre zone dell'Australia, scavi hanno indicato datazioni a circa 40 000 – come nel corso superiore del fiume Swan in Australia Occidentale – e 30 000 anni fa, ad esempio in Tasmania. Fino agli anni 1990 le datazioni a circa 60 000 anni fa non erano universalmente accettate, fenomeno che ancora coinvolge le prove palinologiche condotte nella parte sud-orientale dell'Australia che indicherebbero presenza crescente di fuochi attorno a 120 000 anni fa, possibile indicatore di attività umana. Nel 1999 strumenti di selce e scaglie di calcare rinvenuti sull'isola Rottnest in Australia Occidentale sono stati datati a 50 000 anni fa. Tale datazione è coerente con quella di uno strumento di selce trovato nell'eolianite sottoposto al metodo del carbonio-14 ed alla datazione uranio-torio, oltre che con gli studi sulle differenze genetiche tra gli aborigeni australiani e altre popolazioni basati sul DNA mitocondriale e sul cromosoma Y.
Ricerche genetiche suggeriscono che gli Australo-Papuani discendano da due diversi gruppi, fusisi in Oceania circa 39 000 anni fa: la combinazione tra questi dati e le evidenze archeologiche indica che uno dei due gruppi – indicato come "Eurasiatico meridionale" – era simile a quello degli Africani, mentre l'altro era "Eurasiatico orientale", come gli Andamanesi o il cosiddetto "uomo di Tianyuan" rinvenuto in Cina. Gli Australo-Papuani sarebbero quindi un gruppo separatosi dagli altri eurasiatici tra 63 000 e 55 000 anni fa, successivamente riavvicinatosi geneticamente alle popolazioni eurasiatiche orientali.
È stato scoperto che un gruppo di cacciatori-raccoglitori dell'Olocene in Sulawesi Meridionale aveva un genoma a metà strada tra gli Eurasiatici orientali e gli Australo-Papuani, correlato all'incirca per metà ai Papuani e per l'altra metà agli Asiatici orientali, come gli Andamanesi o l'"uomo di Tianyuan". Ne deriverebbe una diffusione del gruppo asiatico orientale ed un quadro di popolamento della parte insulare del sud-est asiatico e dell'Oceania piuttosto complesso.

### Tecnica del fuoco prescritto ed estinzione della megafauna
Evidenze archeologiche legate ai depositi di cenere presenti nel mar dei Coralli indicano che ampi fuochi si diffusero in Australia oltre 100 000 anni fa. Negli ultimi 70 000 anni i fuochi divennero ancora più estesi in quanto utilizzati dai cacciatori-raccoglitori per indirizzare le proprie prede, permettere alla vegetazione di crescere nuovamente attirando gli animali e per accedere a foreste impenetrabili: si diffusero ampie praterie e le specie resistenti al fuoco – come acacia, banksia, casuarina ed eucalipto – divennero predominanti.
Anche nel regno animale vi furono importanti cambiamenti, con l'estinzione di numerose specie, principalmente afferenti alla megafauna: tra le 60 specie di vertebrati scomparse figurano i diprotodonti, gli ekaltadeta e le meiolania, oltre ad alcuni uccelli appartenenti al superordine palaeognathae ed ai serpenti della famiglia madtsoiidae. La causa diretta delle estinzioni di massa è incerta: potrebbe essere legata al fuoco, alla caccia, al cambiamento climatico o ad una combinazione di questi fattori, con la reale incidenza del fattore umano ancora oggetto di discussione. Il fatto che l'assenza di grandi erbivori avrebbe causato la crescita del sottobosco e facilitato gli incendi è dibattuto: le tecniche utilizzate degli aborigeni australiani avrebbero infatti permesso la gestione degli incendi boschivi, considerati di portata inferiore a quelli avvenuti dopo l'arrivo degli Europei.

## Periodi Successivi
Non è noto quante popolazioni si stabilirono in Australia prima della colonizzazione europea e sia le ipotesi sull'unica origine sia quelle legate ad ondate successive sono state ampiamente dibattute. I fautori della teoria che la preistoria australiana sia politicizzata sostengono che l'assunzione dell'arrivo di un'unica popolazione è dettata dalla solidarietà etnica e l'ipotesi opposta di più ondate non sarebbe stata sufficientemente studiata perché potrebbe portare alla giustificazione del sequestro delle terre aborigene da parte degli Europei.
Lo studio delle differenze genetiche non ha al momento portato a definire l'esattezza di una delle due ipotesi tra quella di un'origine unica e quella opposta di ondate successive.

### XIX-X millennio a.C.

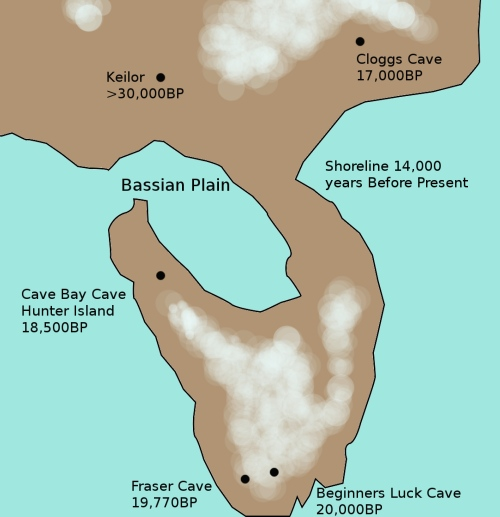
Tasmania e Victoria 14000 anni fa e siti archeologici.

Il periodo compreso tra 18 000 e 15 000 anni fa fu particolarmente arido, con temperature e precipitazioni inferiori a quelle del XXI secolo. Entro 14 000 anni fa il livello del mare si innalzò di 15 metri ogni 300 anni. Al termine del Pleistocene lo stretto di Torres cominciò ad essere sommerso, mentre la Tasmania e l'isola dei Canguri si trovarono distaccate dal resto dell'Australia.
Tra i racconti orali di alcuni gruppi aborigeni vi sarebbero quelli dell'innalzamento del livello del mare nell'Australia settentrionale ed attorno all'isola Rottnest: il ritrovamento di un deposito di selce nello stretto tra quest'ultima e la terraferma ha permesso di stabilire la datazione dell'evento attorno a 12 000 anni fa. Entro 9 000 anni fa gli aborigeni della Tasmania furono geograficamente isolati, mentre le isole nello stretto di Bass e l'isola dei Canguri divennero disabitate.

### III-II millennio a.C.
Una ricerca sul tema delle migrazioni partite dall'India 4 000 anni fa – pubblicata nel 2012 – evidenziò che tra il III e il II millennio a.C. si verificarono diversi eventi in Australia: la comparsa del dingo, la diffusione di una tradizione microlitica locale, la comparsa di tecnologie per la coltivazione delle piante inclusa la disintossicazione delle cicadi e l'espansione delle lingue pama-nyunga nella quasi totalità dell'isola. Test del DNA mitocondriale condotti sui dingo hanno tuttavia mostrato una stretta connessione degli stessi non con i cani pariah indiani, bensì con cani dell'Asia orientale e del Nord America, suggerendone l'introduzione a seguito dell'espansione austronesiana avvenuta dalla Cina meridionale a Timor nel corso degli ultimi 5 000 anni. La scoperta nel 2007 della presenza di zecche tipiche dei canguri su cani pariah in Thailandia ha suggerito che questa espansione genetica possa essersi svolta in entrambe le direzioni.
L'analisi di dati genetici umani a supporto di un flusso dall'India all'Australia ha riscontrato nel genoma degli aborigeni australiani  – analizzato attraverso il polimorfismo a singolo nucleotide – tracce di componenti di quello dell'Asia meridionale, oltre all'esistenza di un lignaggio del cromosoma Y con un antenato comune precedente a 5 000 anni fa: l'aplogruppo C. La prima di queste ricerche risale al 2013 e utilizzò dati di genotipizzazione su larga scala da gruppi di aborigeni australiani, neoguineani, abitanti delle isole del sud-est asiatico e indiani, scoprendo che i gruppi della Nuova Guinea e delle Filippine si discostarono dagli aborigeni australiani circa 36 000 anni fa. Questo sarebbe a supporto delle teorie di una migrazione dall'Africa anticipata e soprattutto del contatto tra le popolazioni indiane e quelle australiane 4 000 anni fa, millenni prima dell'arrivo degli Europei. I ricercatori giunsero alla conclusione che gruppi di Indiani potrebbero aver raggiunto l'Australia, o che il genoma potrebbe essere qui arrivato tramite contatti in comune con abitanti dell'Indonesia.
Un successivo studio del 2016 ha invece escluso che il cromosoma Y possa essere una prova del flusso migratorio dall'India all'Australia, sequenziando alcuni cromosomi Y di aborigeni australiani e studiandone le divergenze dai cromosomi Y di altri continenti. La ricerca ha indicato che non vi è prova nel cromosoma Y di tale flusso, sebbene questo non smentisca possibili movimenti di popolazione durante l'Olocene, pur rinviando ad origini indigene al riguardo dei cambiamenti tecnologici e linguistici. Resta plausibile che sia avvenuto un movimento attraverso lo stretto di Torres, ma non è determinabile attraverso l'analisi cromosomica.

## Sviluppo culturale

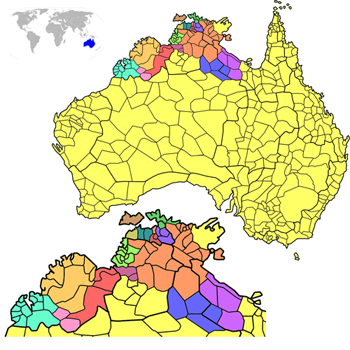
In giallo l'estensione territoriale delle lingue pama-nyunga.

Gli ultimi 5 000 anni sono stati caratterizzati da un generale miglioramento del clima – con aumento di temperatura e precipitazioni – e dallo sviluppo di una struttura sociale di tipo tribale, all'interno della quale i principali oggetti di scambio erano canti e balli, insieme a selce, pietre preziose, conchiglie, semi, lance e generi alimentari. Le lingue pama-nyunga si estesero dalla penisola di Capo York a quasi tutta l'Australia, assieme ad una marcata continuità di idee religiose e racconti.
L'iniziazione di giovani ragazzi e ragazze al mondo adulto era stata contrassegnata da cerimonie e banchetti ed il comportamento sociale era caratterizzato da regole rigide riguardanti le responsabilità da e verso zii, zie, fratelli, sorelle e affini. Le restrizioni ai matrimoni misti erano dettate dalla famiglia cui appartenevano gli individui. La cultura tradizionale aborigena fondeva aree quali ecologia, cosmologia, teologia, moralità sociale, arte, commedia e tragedia.
A livello politico e religioso il potere non era ereditario ma destinato alle persone più anziane della comunità. A livello giudiziario le controverse venivano risolte secondo un sistema di leggi: quando queste o dei tabù venivano infranti, erano frequenti vendette e faide. Già 25 000 anni fa era praticata la cremazione dei morti, mentre risalgono a 20 000 anni fa le prime opere d'arte, rinvenute nella grotta di Koonalda nel Nullarbor Plain. Erano presenti anche insediamenti permanenti grazie alla pratica dell'agricoltura, ma viene comunque ritenuto che la preistoria australiana non abbia attraversato il periodo neolitico.
Le stime indicano che nel 1788 vi fossero tra 500 000 e 1 000 000 di aborigeni australiani, suddivisi tra centinaia di distinti gruppi culturali e linguistici. Lo scarso interesse mostrato per loro da parte degli Europei non portò a studi di questo tessuto culturale: le malattie e le guerre portate dai colonizzatori decimarono la popolazione e quando James Cook rivendicò il Nuovo Galles del Sud per la Gran Bretagna nel 1770 la popolazione nativa era composta da meno di 600 tribù parlanti tra le 200 e le 250 diverse lingue ed oltre 600 dialetti.

## Contatti esterni

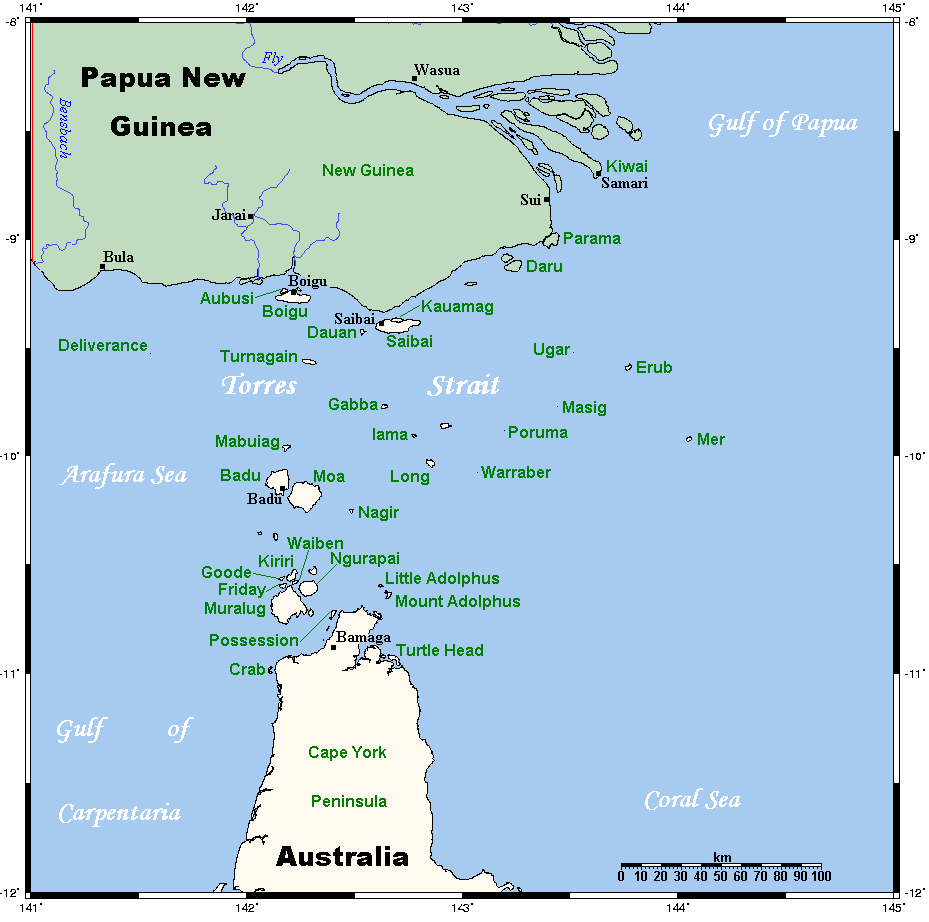
Lo stretto di Torres.

Tra gli aborigeni australiani non vi sono tracce culturali della precedente vita al di fuori dell'Australia, ma gli abitanti della costa settentrionale hanno intrattenuto per millenni incontri con altre popolazioni. Persone e merci potevano infatti muoversi liberamente tra l'Australia e la Nuova Guinea, anche successivamente all'innalzamento del mare che sommerse il ponte continentale tra queste due isole, avvenuto circa 6 000 anni fa.

### Stretto di Torres
Il commercio e i rapporti tra Australia e Nuova Guinea avvennero attraverso il facilmente navigabile stretto di Torres, largo 150 km e ricco di punti d'approdo intermedi come le isole dello Stretto di Torres e la barriera corallina. Su queste isole si svilupparono culture marinare melanesiane, come quella degli Isolani dello Stretto di Torres nata oltre 2 500 anni fa; le interazioni culturali lungo questa rotta continuarono con gli aborigeni dell'Australia nord-orientale.
I pescatori Sama-Bajau delle Molucche – ad esempio quelli delle isole Banda – hanno pescato al largo delle coste australiane per centinaia di anni, come i commercianti di Sulawesi si recavano regolarmente sulle stesse coste per pescare il trepang, rivenduto ai Cinesi sin dall'inizio del XVIII secolo. L'alto livello di scambio culturale è testimoniato nell'arte aborigena, nell'introduzione di oggetti quali le canoe scavate, il tabacco e le pipe, nell'adozione di parole tipiche delle lingue di Sulawesi meridionale nelle lingue aborigene – come ad esempio balanda, in italiano persona bianca –  e nelle discendenze miste derivanti da migrazioni e matrimoni.
Nella mitologia delle popolazioni della Terra di Arnhem è presente il ricordo della popolazione "Baijini" che si trovava in Australia da tempi antichi coltivando il riso e pescando il trepang. Vi sono diverse interpretazioni al riguardo dell'identificazione di tale popolazione: potrebbe trattarsi di un gruppo proveniente dal sud-est asiatico che raggiunse l'Australia prima dei commercianti di Sulawesi, del ricordo di popolazioni Yolngu che fecero il tragitto inverso visitando Sulawesi oppure di popolazioni giunte dalla Cina.
Prove linguistiche e genetiche evidenziano il contatto di lungo termine avvenuto tra gli aborigeni australiani dell'estremo nord e gli Austronesiani della Nuova Guinea e di altre isole, che pare essere stato principalmente di tipo commerciale e non coloniale. Prahos provenienti da Sulawesi sono presenti in antiche storie aborigene della costa nord, dove queste popolazioni fondarono insediamenti semipermanenti, come alcuni aborigeni australiani si recarono nell'odierna Indonesia.

### Africa orientale
Nel 1944 su una spiaggia dell'isola Marchinbar nel Territorio del Nord venne trovato un ristretto numero di monete in rame con iscrizioni arabe, identificate come provenienti dal sultanato di Kilwa Kisiwani: uno stato dell'Africa orientale del quale l'unica altra moneta scoperta al di fuori dell'area di colonizzazione fu scoperta in Oman. Le iscrizioni sulle monete identificano un sultano regnante a Kilwa Kisiwani nel X o nel XIV secolo: alcuni storici ritengono che questa possa essere una prova dell'approdo sulla costa australiana da parte di navigatori precedenti lo sbarco dell'Olandese Willem Janszoon, avvenuto nel 1606.